# Crocidura virgata
Crocidura virgata es una especie de musaraña (mamífero placentario de la familia Soricidae).

## Distribución geográfica
Vive en el Camerún y Nigeria.